# Torralba de los Sisones (kommunhuvudort)
Torralba de los Sisones är en kommunhuvudort i Spanien.   Den ligger i provinsen Provincia de Teruel och regionen Aragonien, i den centrala delen av landet, 200 km öster om huvudstaden Madrid. Torralba de los Sisones ligger 1 042 meter över havet och antalet invånare är 214.
Terrängen runt Torralba de los Sisones är huvudsakligen platt, men österut är den kuperad. Runt Torralba de los Sisones är det glesbefolkat, med 9 invånare per kvadratkilometer. Närmaste större samhälle är Calamocha, 13,9 km öster om Torralba de los Sisones. Omgivningarna runt Torralba de los Sisones är i huvudsak ett öppet busklandskap.